# 利韋濟萊鄉 (比斯特里察-訥瑟烏德縣)
47°10′47″N 24°34′16″E / 47.17972°N 24.57111°E
利韋濟萊鄉（羅馬尼亞語：Comuna Livezile, Bistrița-Năsăud），是羅馬尼亞的鄉份，位於該國西北部，由比斯特里察-訥瑟烏德縣負責管轄，面積109平方公里，海拔高度415米，2007年人口4,600，人口密度每平方公里42人。